# Schusteracht

Das Logo der Schusteracht

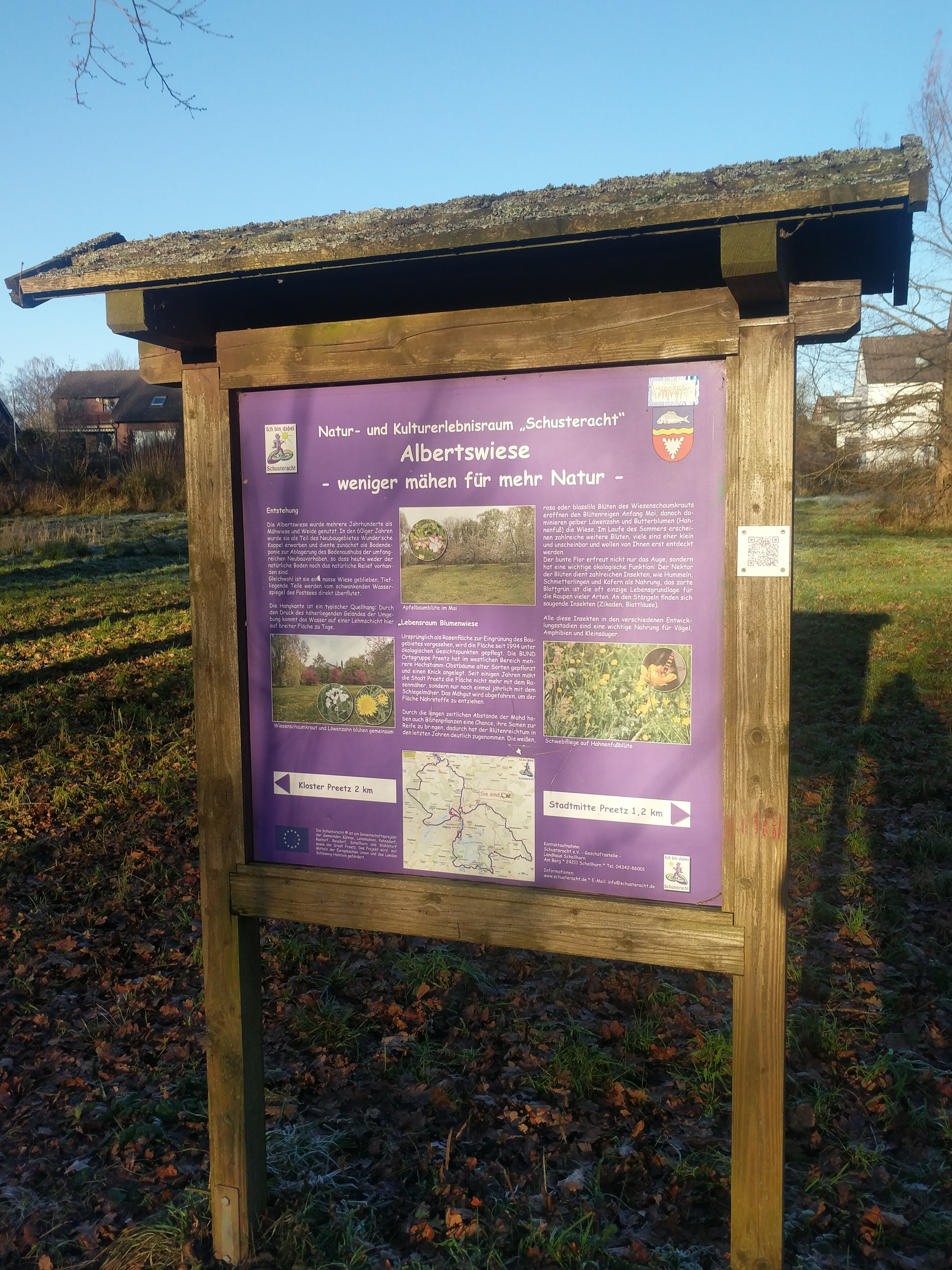
Beispiel für die Infotafel zu einer Sehenswürdigkeit an der Schusteracht: Die Albertswiese am Postsee

Die Schusteracht bezeichnet einen Rad-, Reit- und Wanderweg im Preetzer Umland im Kreis Plön (Holstein). Der Verlauf der Schleifen ist so gewählt, dass viele Kulturdenkmale und natürliche Sehenswürdigkeiten wie die Naturschutzgebiete Kührener Teich und Pohnsdorfer Stauung erreicht werden können.

## Streckenführung Rad- und Wanderweg
Die Schusteracht stellt sich auf einer Landkarte wie eine Acht dar, deren Schnittpunkt in der 'Schusterstadt' Preetz liegt. Der Rad- und Wanderweg ist ca. 62 km lang.
- Nordschleife (ca. 25 km): Preetz – Herrenhaus Bredeneek / Lehmkuhlen – Gut Rastorf – Raisdorf – Pohnsdorfer Stauung – Preetz
- Südschleife (ca. 33 km): Preetz – Gut Rethwisch – Lehmkuhlen – Trenthorst – Sophienhof – Gut Wahlstorf – Naturschutzgebiet Kührener Teich und Umgebung – Naturschutzgebiet Lanker See – Wehrberg – Preetz

Es gibt dazu noch eine 10 km lange Alternativstrecke, die sich  an die Nordschleife anschließt und die beidseits der Schwentine entlangführt.

## Reitwegenetz
Das Reitwegenetz umfasst sechs Rundreitwege mit insgesamt ca. 100 km.

## Entstehung
Die Schusteracht wurde das Leitprojekt einer Ländlichen Struktur- und Entwicklungsanalyse (LSE) der Gemeinden Kühren, Lehmkuhlen, Pohnsdorf, Rastorf, Schellhorn und Wahlstorf sowie der Stadt Preetz. Die LSE wurde in den Jahren 2002 und 2003 durchgeführt, um die Region Preetz Stadt und Land zu einem Natur- und Kulturerlebnisraum zu entwickeln. Die Eröffnung der Schusteracht fand am 1. Mai 2004 statt.

## Trägerschaft
Zum Erhalt und zur Förderung der Schusteracht wurde am 17. März 2005 ein Förderverein gegründet. Die Gründungsversammlung fand im Herrenhaus Bredeneek statt.